# Joachim Bialecki
Joachim Bialecki (* 1939) ist ein ehemaliger Funktionär der SED, der unter anderem zwischen 1967 und 1976 Kandidat und danach von 1976 bis 1981 Mitglied des Zentralkomitees (ZK) der SED war. Er fungierte zudem als Direktor des VEB Braunkohlewerk „Glückauf“ in Knappenrode im Kreis Hoyerswerda.

## Leben
Joachim Bialecki arbeitete nach einer Berufsausbildung als Betriebsschlosser und später als Steiger. Nach einem Studium war er als Ingenieur für Bergbau-Maschinenwesen tätig und wurde Direktor des VEB Braunkohlewerk „Glückauf“ in Knappenrode im Kreis Hoyerswerda. Am 5. Juli 1964 wurde ihm der Ehrentitel Verdienter Bergmann der Deutschen Demokratischen Republik verliehen. Auf dem VII. Parteitag der SED (17.–22. April 1967) wurde er erstmals Kandidat des Zentralkomitees (ZK) der SED und in dieser Funktion auf dem VIII. Parteitag (15.–19. Juni 1971) wiedergewählt.
Aug dem darauf folgenden IX. Parteitag (18.–22. Mai 1976) wurde er zum Mitglied des ZK der SED gewählt und gehörte diesem Parteigremium bis zum X. Parteitag der SED (11.–16. April 1981) an, auf dem er nicht wiedergewählt wurde. Als Direktor des VEB und Kandidat sowie Mitglied des ZK nahm er an zahlreichen Parteiveranstaltungen teil.